# Circondario di Trieste
Il circondario di Trieste era uno dei circondari in cui era suddivisa la provincia di Trieste.

## Storia
Il circondario venne istituito nel 1923 in seguito alla riorganizzazione amministrativa dei territori annessi al Regno d'Italia dopo la prima guerra mondiale; si estendeva sul territorio degli ex distretti giudiziari di Trieste, Sesana e Monfalcone, più i comuni di Malchina, Slivia, San Pelagio, Aurisina, Grado e la frazione di Isola Morosini, già parte del distretto giudiziario di Comeno.
Il circondario di Trieste venne soppresso nel 1927 come tutti i circondari italiani.

## Geografia antropica

### Suddivisioni amministrative
All'atto dell'istituzione, il circondario era diviso in 3 mandamenti, a loro volta suddivisi in 31 comuni:
- mandamento di Trieste
  - Trieste; Muggia; San Dorligo della Valle (Dolina)
- mandamento di Sesana
  - Alber di Sesana; Capriva nel Carso; Corgnale; Duttogliano; Nacla San Maurizio; Poverio; Roditti; Rupin Grande (Repen); San Giacomo in Colle (Stijak); Scoppo; Sesana; Sgonico; Storie; Tomadio
- mandamento di Monfalcone
  - Aurisina (Nabresina); Doberdò del Lago; Duino; Fogliano di Monfalcone; Grado; Malchina; Monfalcone; Ronchi di Monfalcone; San Canzian d'Isonzo; San Pelagio; San Pier d'Isonzo; Slivia; Staranzano; Turriaco